# Hatsjepsoet
Staatsvrouw Hatsjepsoet is zowel de eerste vrouw van farao Thoetmosis II als een farao van de 18e dynastie van het oude Egypte. Bijzonder aan haar was dat ze een van de zeldzame vrouwelijke farao's was. Haar naam betekent "eerste onder de vrouwen", en haar tweede naam Maätkare "rechtvaardig is de ka  van Re". Hatsjepsoet heeft naar schatting ongeveer 22 jaar geregeerd, dit is langer dan iedere andere vrouwelijke monarch in het oude Egypte. Men weet dit door de bestudering van oude teksten van Sextus Julius Africanus en Flavius Josephus die de lijst overnamen van Manetho.

## Biografie en regering
De ouders van Hatsjepsoet waren farao Thoetmosis I en koningin Ahmose. Thoetmosis I had tevens een zoon met koningin Moetnofret, Thoetmosis II geheten, die de erfopvolger van zijn vader zou gaan worden. Met deze halfbroer had Hatsjepsoet samen een dochter, Neferoere, met wie de latere Thoetmosis III zou trouwen.
Hatsjepsoet werd benoemd in de zeer invloedrijke functie met de titel van godsvrouw van Amon.
Aangenomen wordt dat Hatsjepsoet ook een sterke invloed op Thoetmosis II uitoefende. Na diens dood was ze een tijd regentes voor de kleine Thoetmosis III; ze was door een raad als geschikt gekozen omdat ze een tante van hem was. In het begin van haar regentschap modelleerde ze zich naar de vrouwen van de farao's in de nabije historie.
Maar toen Thoetmosis III de gerechtigde leeftijd bereikte begon Hatsjepsoet zich te gedragen naar haar ideale model: Neferoesobek, een koningin en vervolgens heerser uit de 12e dynastie uit Egypte. Na zeven jaar regentschap ging ze nog verder dan Neferoesobek, ze kroonde zichzelf als officiële koning van Opper-Egypte en Neder-Egypte. Daarvoor moest ze de functie van Godsvrouw van Amon wel neerleggen, maar die gaf ze toen door aan haar dochter.
In deze periode ging ze een zeer androgyn gedrag vertonen om zich te doen gelden, ze is op diverse plaatsen afgebeeld met mannelijk bovenlichaam en/of mannenkleding en zelfs met de ceremoniële baard. In sommige teksten wordt ze afwisselend met "hij" en "zij" aangeduid, omdat er geen officiële benaming voor vrouwelijke farao bestond.
Het idee dat een vrouw koning werd was in die tijd zeer ongebruikelijk. Er wordt beweerd dat haar opvolger (haar stiefzoon) het zo een schande voor zijn familie vond, dat hij al haar inscripties professioneel liet wegbeitelen zodat het leek alsof ze nooit had bestaan. In diverse oud-Egyptische koningslijsten wordt ze niet genoemd. Hatsjepsoets positie was vrij stevig, vanwege de voorspoed in het land en talentvolle medewerkers, met name Hapoeseneb, de hogepriester van Amon en Senenmoet. Vanwege de goede relatie met laatstgenoemde is wel gesuggereerd dat ze geliefden waren. Een aanwijzing hiervoor is dat Hatsjepsoet toestond dat Senenmoet zijn afbeelding en naam naast die van haar op een van de deuren van het Djeser-djeseroe mocht zetten. Een andere sterke aanwijzing is dat Senenmoet twee tombes liet uithouwen vlak bij Hatsjepsoets tombe. Desondanks wordt in wetenschappelijke kringen nog niet als feit aangenomen dat Hatsjepsoet en Senenmoet geliefden waren. Het enige wat ze kunnen vaststellen is dat hij een ambtenaar was die directe toegang had tot de koningin.
Hatsjepsoet herstelde de internationale handelsbetrekkingen die verloren waren gegaan in de strijd tegen de Hyksos. Ze bereidde zich voor en gaf opdracht voor een handelsexpeditie naar het land Poent, waarschijnlijk Zuid-Soedan of Eritrea. De expeditie bestond uit vijf boten, elk zeventig meter lang, met zeilen, elk schip behuisde 210 man en in elke boot zaten goederen om te ruilen. Een van die goederen was mirre, het favoriete parfum van de farao. De missie keerde terug met vijf boten met diverse waren waaronder 30 levende bomen en hun wortels, dit was de eerste keer dat beschreven is dat (vreemde) bomen werden vervoerd om te herplanten. Ze liet de bomen planten rondom haar dodentempel in Deir el-Bahri.
Hatsjepsoet overleed op middelbare leeftijd. Een natuurlijke dood is mogelijk, vermits er geen bewijs bestaat van een gewelddadig einde van haar leven. Haar mummie is niet geïdentificeerd in de Deir el-Bahri cache. Er is een ongeïdentificeerde vrouwelijke mummie die aan haar wordt toegeschreven.
De Egyptische egyptoloog Zahi Hawass kwam met het nieuws dat de mummie van Hatsjepsoet is gevonden. Op 27 juni 2007 werd bevestigd dat de Egyptische mummie KV60a die zich in het in 1903 door Howard Carter in de Vallei der Koningen ontdekte graf DK 60 bevond, van koningin Hatsjepsoet is. DNA-onderzoek van een kies heeft dat uitgewezen, zegt het hoofd van de Egyptische oudheidkundige dienst. De mummie bevond zich twee maanden in het Egyptische Museum in Caïro voor onderzoek. Er zijn echter egyptologen die het bewijs dat Hawass presenteerde veel te summier vinden, zij wijzen de conclusie dan ook van de hand.

### Propaganda
Hatsjepsoet was een meester in propaganda; de meeste heersers bedreven (en bedrijven) propaganda, Hatsjepsoet stond er in haar tijd het meest om bekend. De meeste van haar propaganda werd gesteund door de hogepriesters van Thebe en dit had ze nodig. Hatsjepsoet liet zich afbeelden met alle regalia van de farao onder andere met de baard. Opvallend is dat ze weinig te zien is als vrouw.
Er wordt vaak gezegd dat ze uit de annalen van de geschiedenis is geschrapt door haar stiefzoon Thoetmosis III. Hij zou haar geschrapt hebben uit wraak voor haar regentschap, waardoor hij pas laat effectief kon gaan regeren. Thoetmosis III wordt ook beschuldigd van het vernielen van haar afbeelding op vele plaatsen. Tegenwoordig zijn egyptologen er meer van overtuigd dat hij haar schrapte omdat een vrouwelijke farao een anomalie was die in het conservatieve Egypte niet aan het hoofd kon staan.
Er zijn verschillende redenen om dit aan te nemen:
- enerzijds liet Thoetmosis III na haar wensen na haar dood in te willigen en
- anderzijds gebeurde de damnatio memoriae pas twintig jaar na haar dood.

Ook lijkt het erop dat Hatsjepsoet in de laatste jaren van haar regering Thoetmosis III meer beslissingskracht gaf. Er is wel verondersteld dat er nog een dochter van Hatsjepsoet in leven was aan het einde van de regering van Thoetmosis en dat hij haar (en haar mogelijke nazaten) van de opvolging wilde uitsluiten.

## Bouwwerken
Onder Hatsjepsoets regering werd er in Egypte meer gebouwd dan ooit. Ze overtrof de grote bouwactiviteiten van het Middenrijk. Ze werkte samen met twee architecten, Ineni, die eerder haar vader dienden en Senenmoet. Tijdens haar rijk zijn er zoveel beelden gemaakt dat nu veel musea er wel een paar van hebben.
- Onvoltooide obelisk in de steengroeve in Aswan, bedoeld voor Karnak
- Graf DK 60 met haar mummie in de Vallei der Koningen
- Tempel van Karnak: obelisk en 7e pyloon
- Tempel van Hatsjepsoet

## Galerij

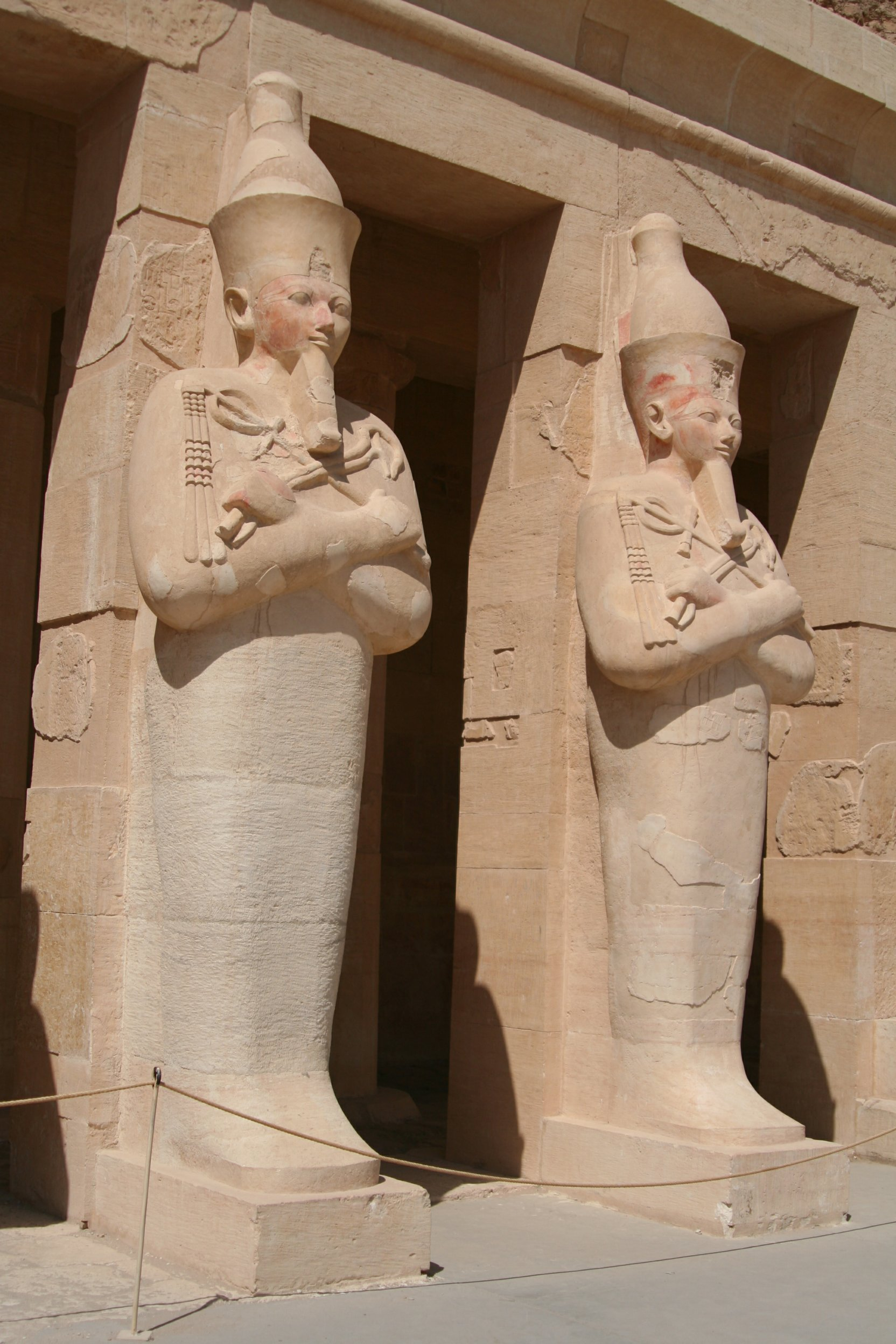
Twee beelden van Hatsjepsoet als Osiris Tempel van Hatsjepsoet Nabij Luxor
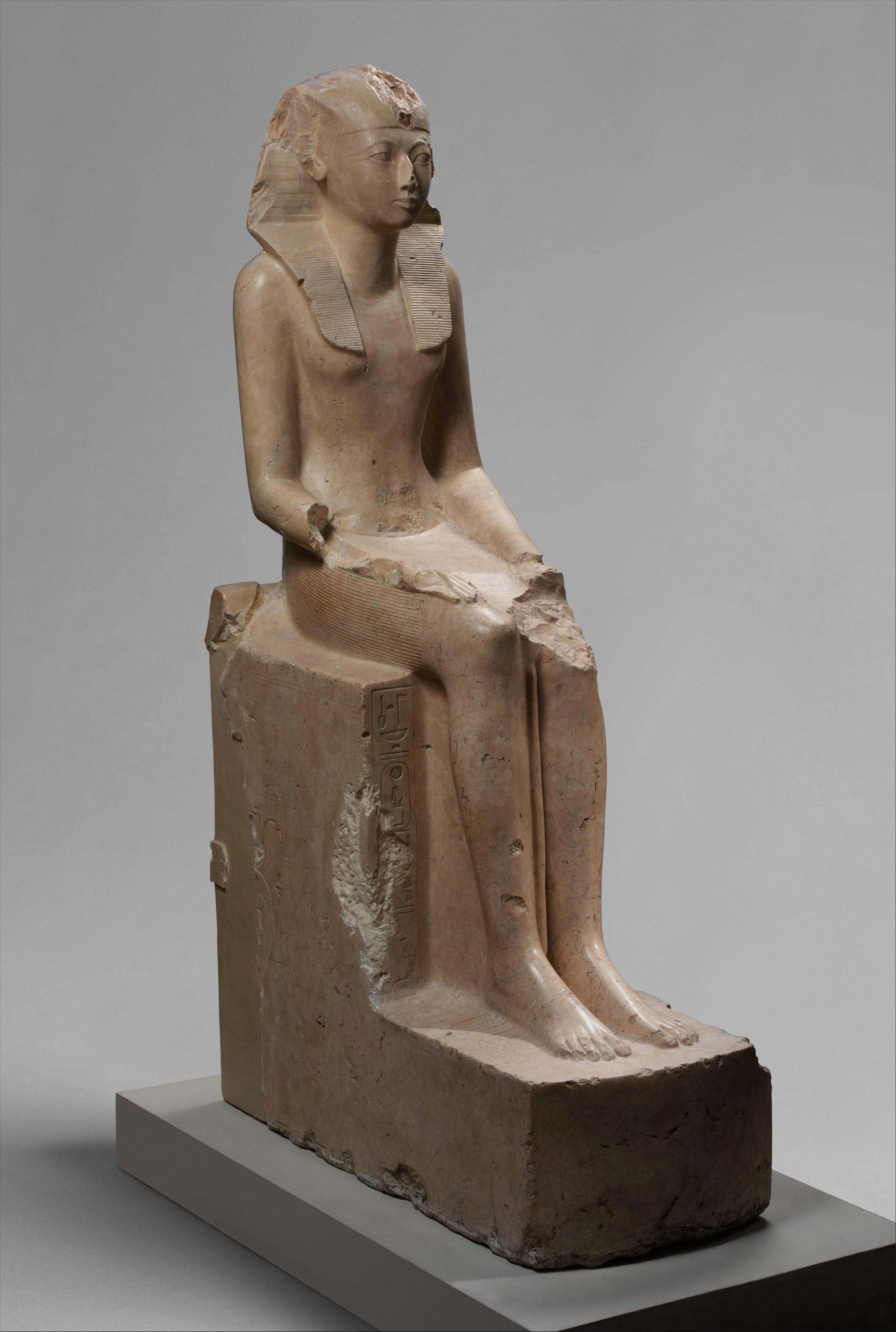
Beeld van kalksteen van Hatsjepsoet (ca. 1479-1458 v. Chr.) The MET
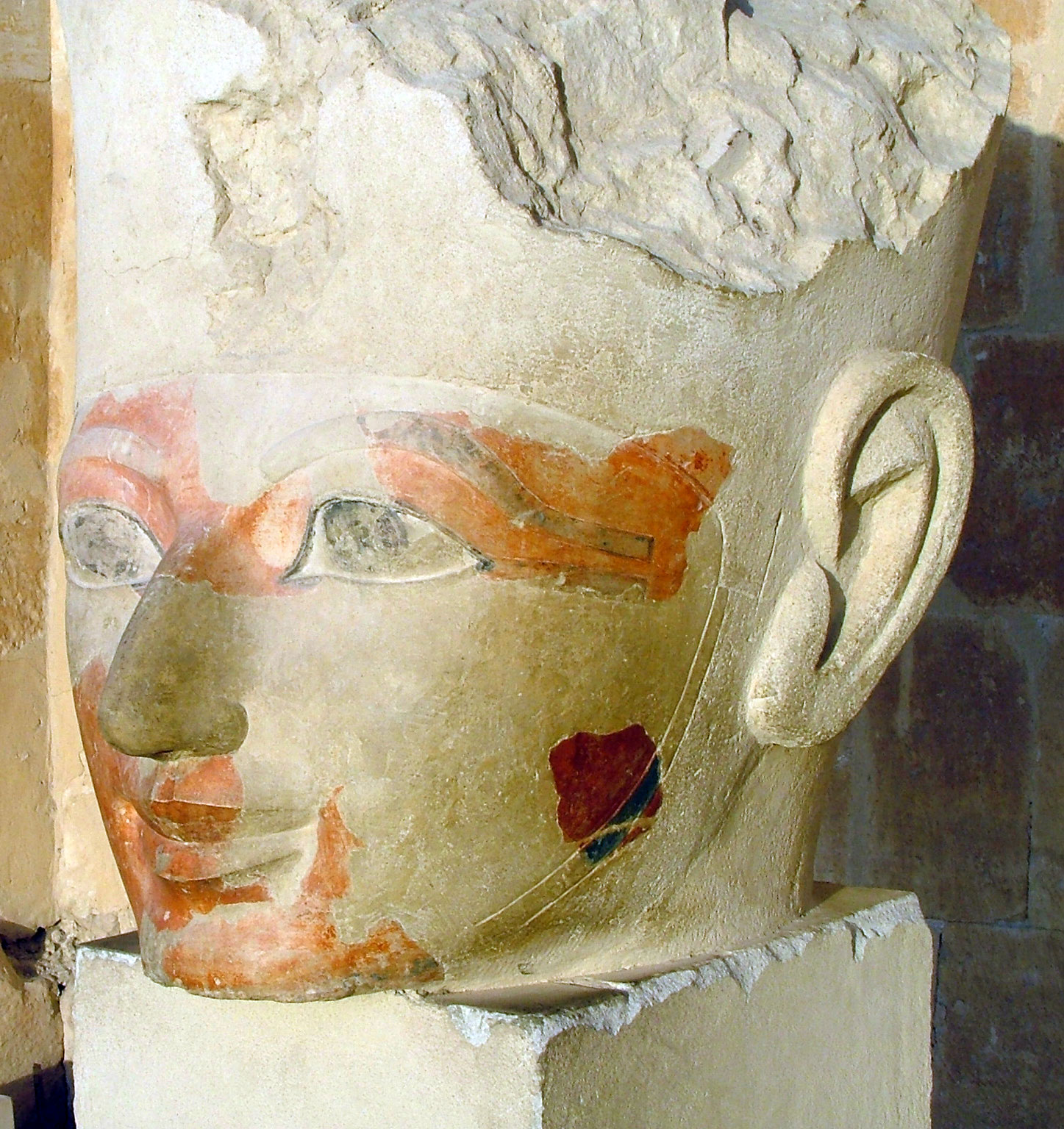
Hoofd van beeld van Hatsjepsoet Tempel van Hatsjepsoet, Deir el-Bahari
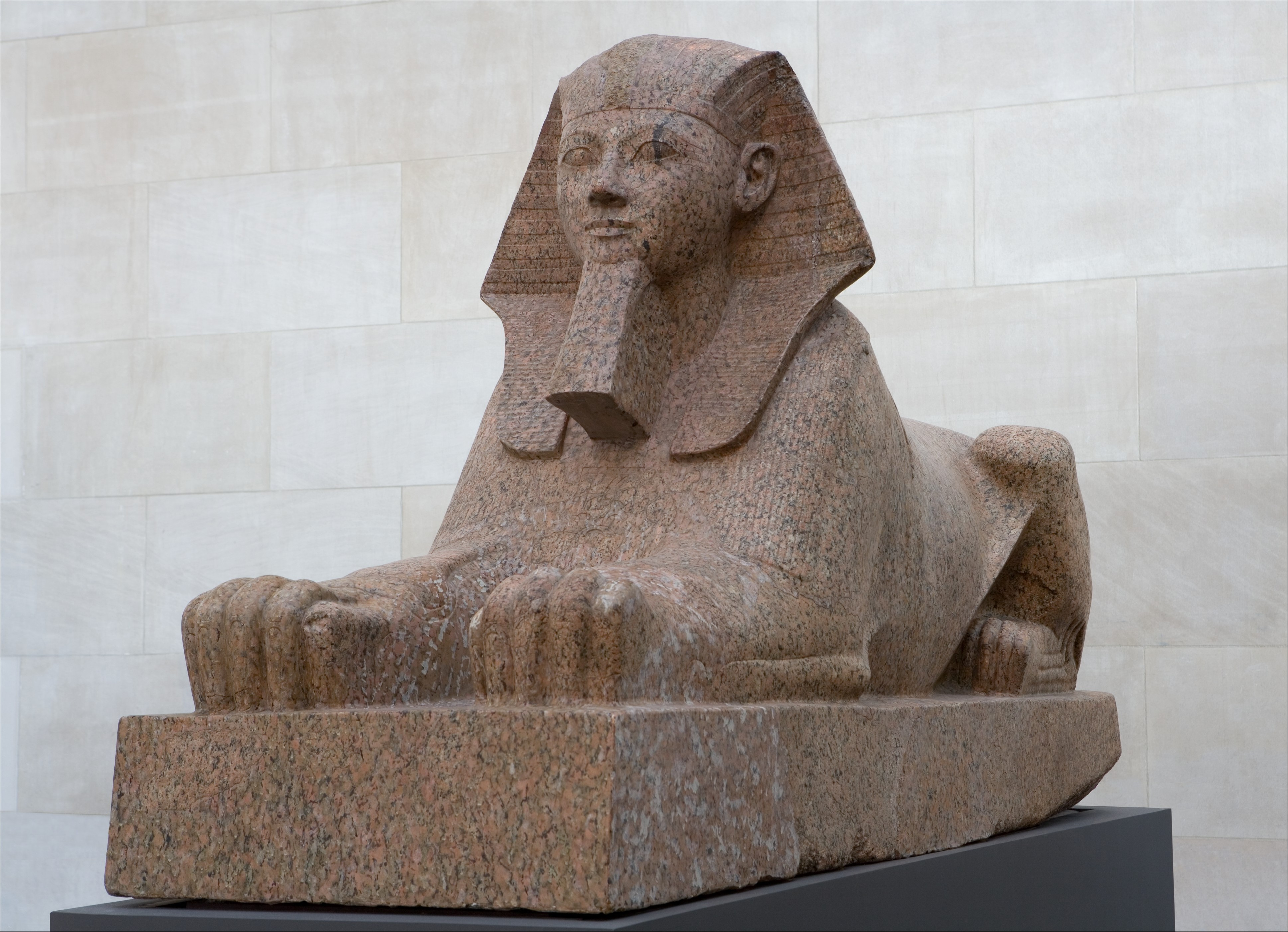
Beeld van graniet van Hatsjepsoet als sfinx (ca. 1479-1458 v. Chr.), The MET
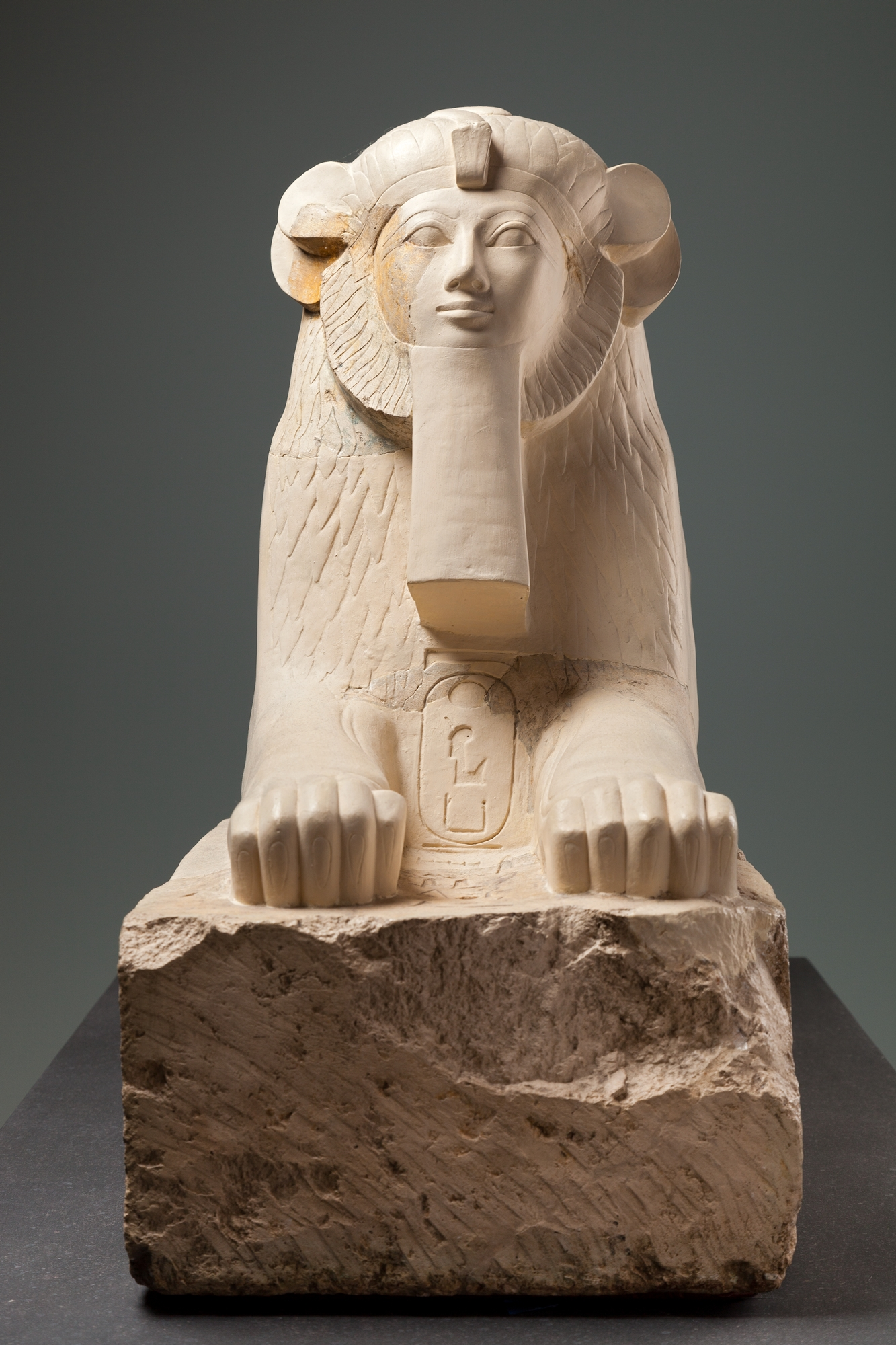
Beeld van kalksteen en gips van Hatsjepsoet als Sfinx met ongewone ronde oren en vijf tenen (ca. 1479-1458 v. Chr.) The MET
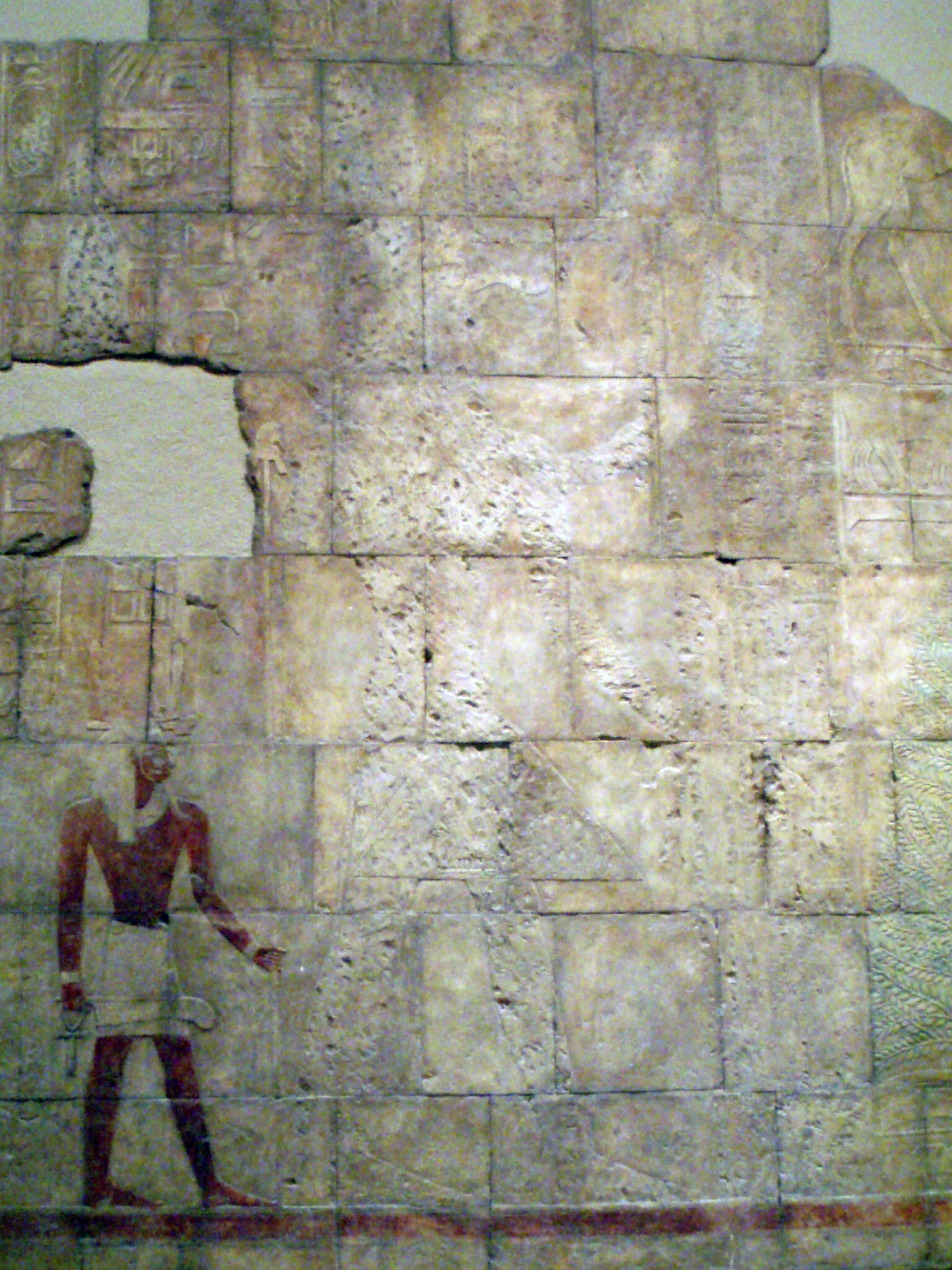
Replica van gips van reliëf van de vakkundig verwijderde beeltenis van Hatsjepsoet en de expeditie naar de Poent Royal Ontario Museum
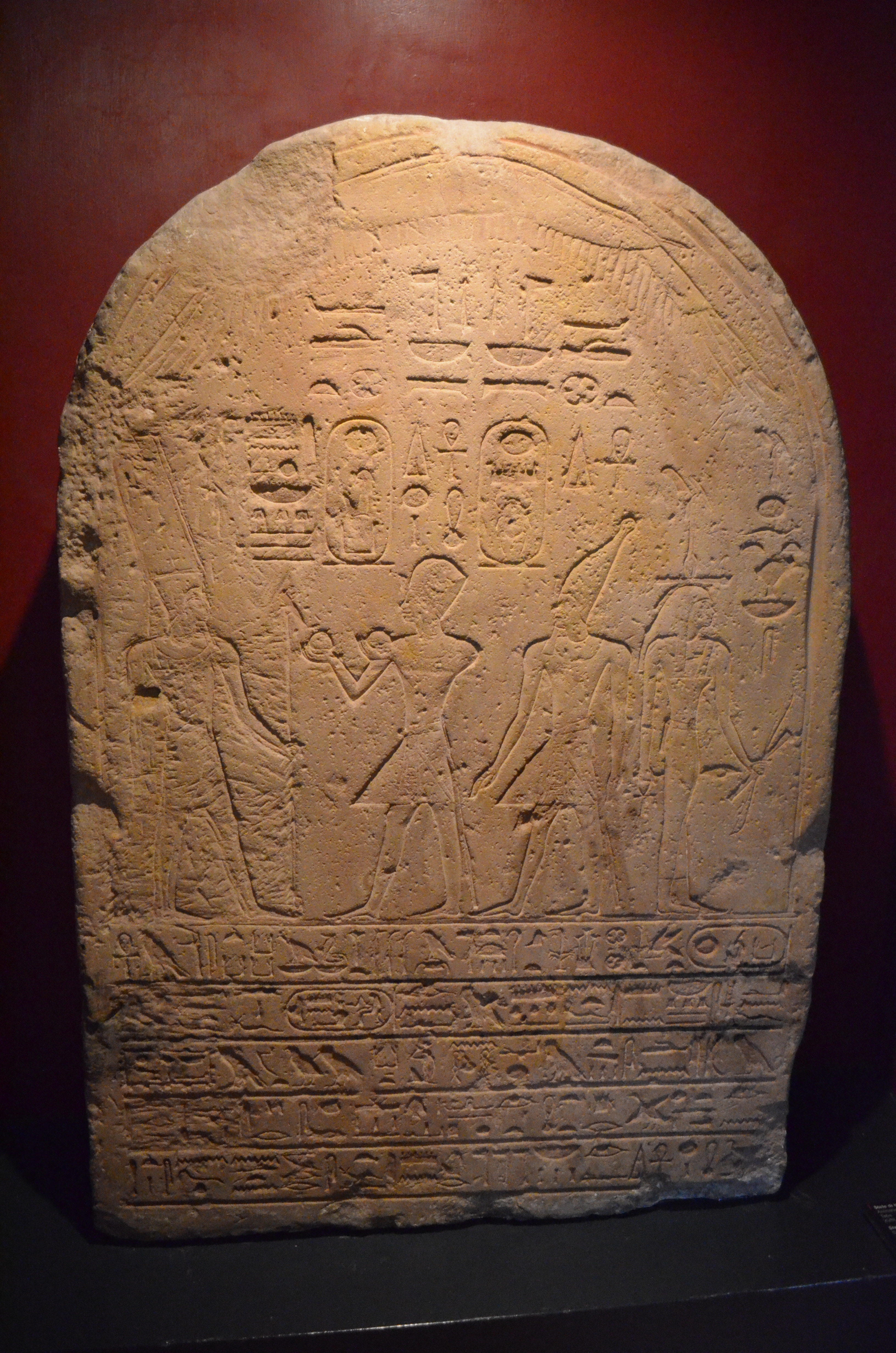
Dubbel stele waarop Hatsjepsoet wijn aanbiedt aan Amon met Thoetmosis III achter haar Vaticaans Museum
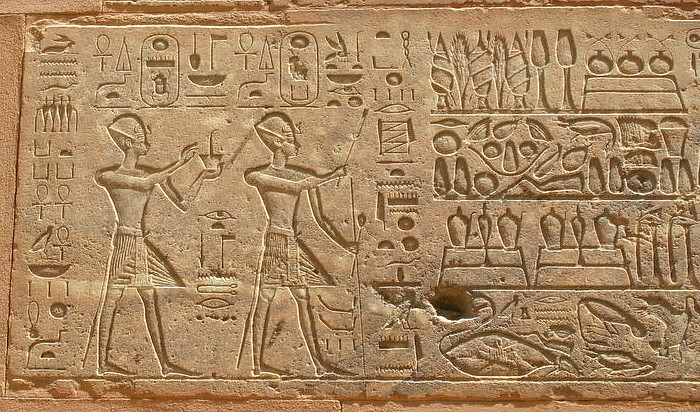
De machtsverhouding is hier duidelijk te zien: Hasjepsoet voorop (rechts) en Thoetmosis III volgend (links) Rode kapel, Karnak
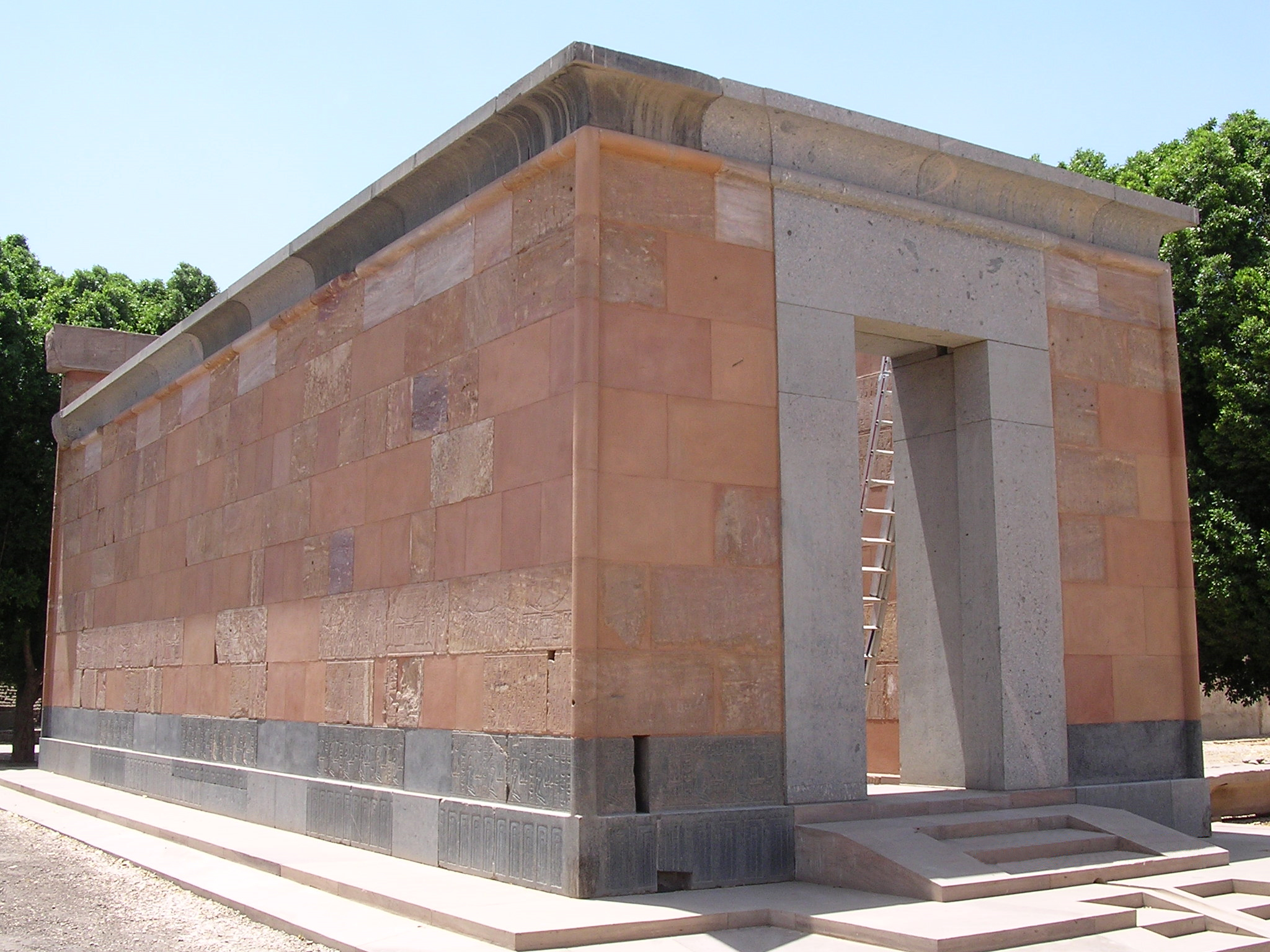
Rode kapel van Hatsjepsoet Karnak
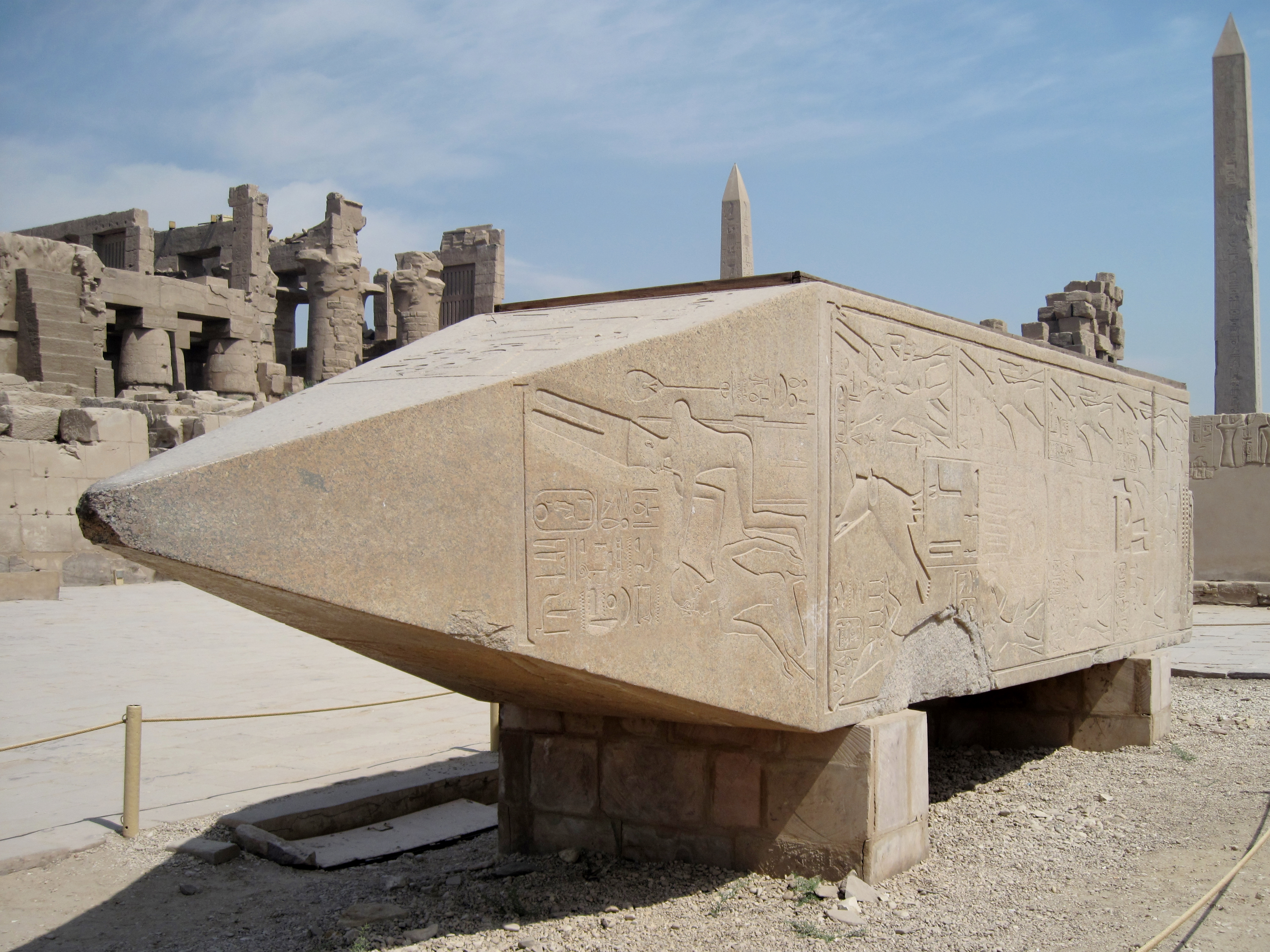
Omgevallen obelisk van Hatsjepsoet Karnak
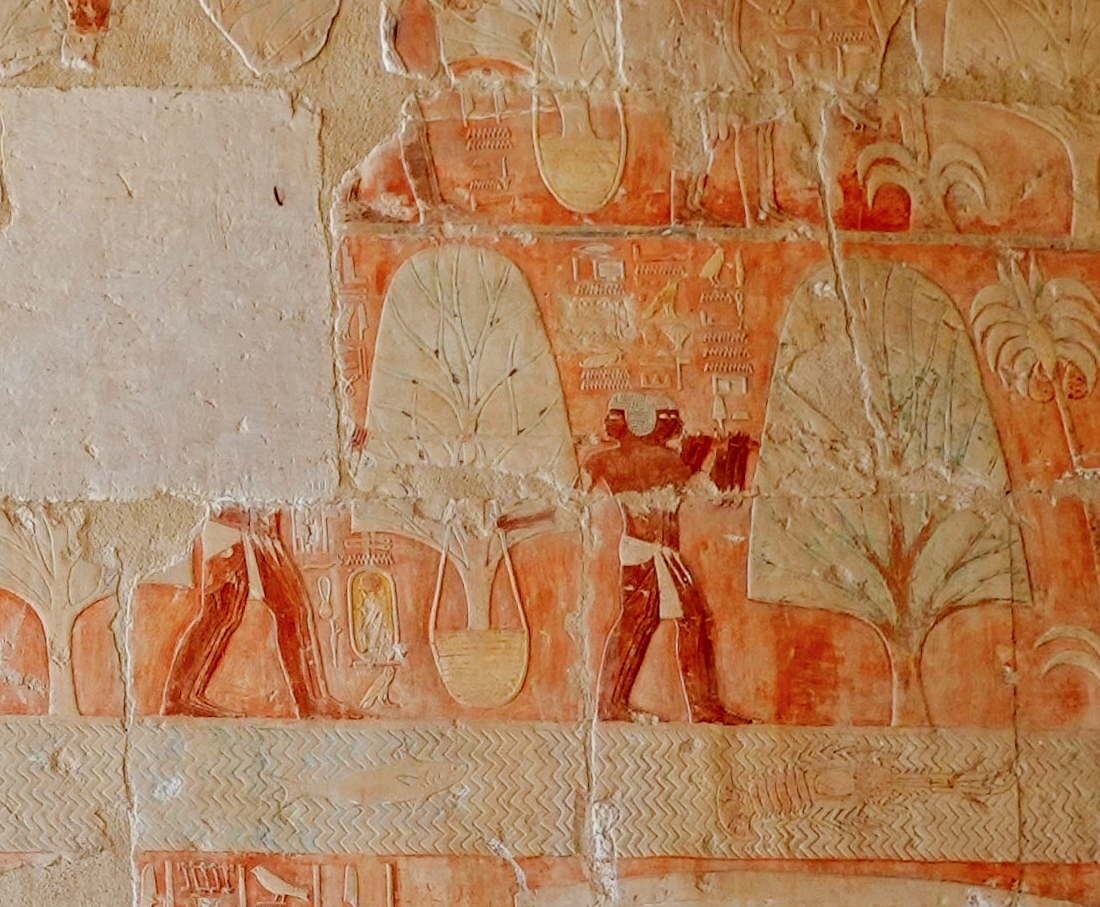
Reliëf scene van de handel met het buitenland (Poent) werd hernieuwd o.a. voor bomen Dodentempel van Hatsjepsoet, Deir el-Bahari
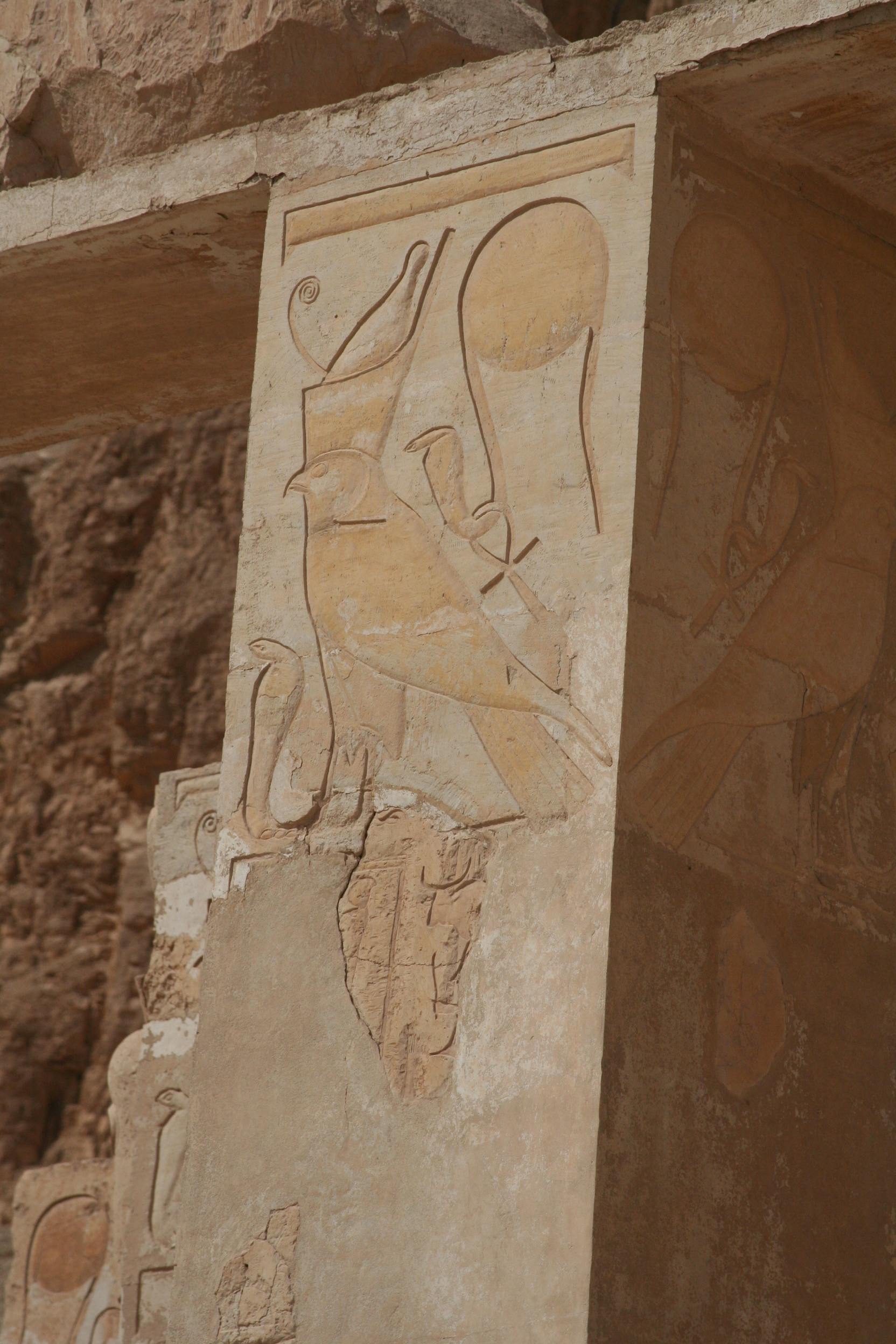
Valk van Hatsjepsoet Kapel van Hathor, Tempel van Hatsjepsoet
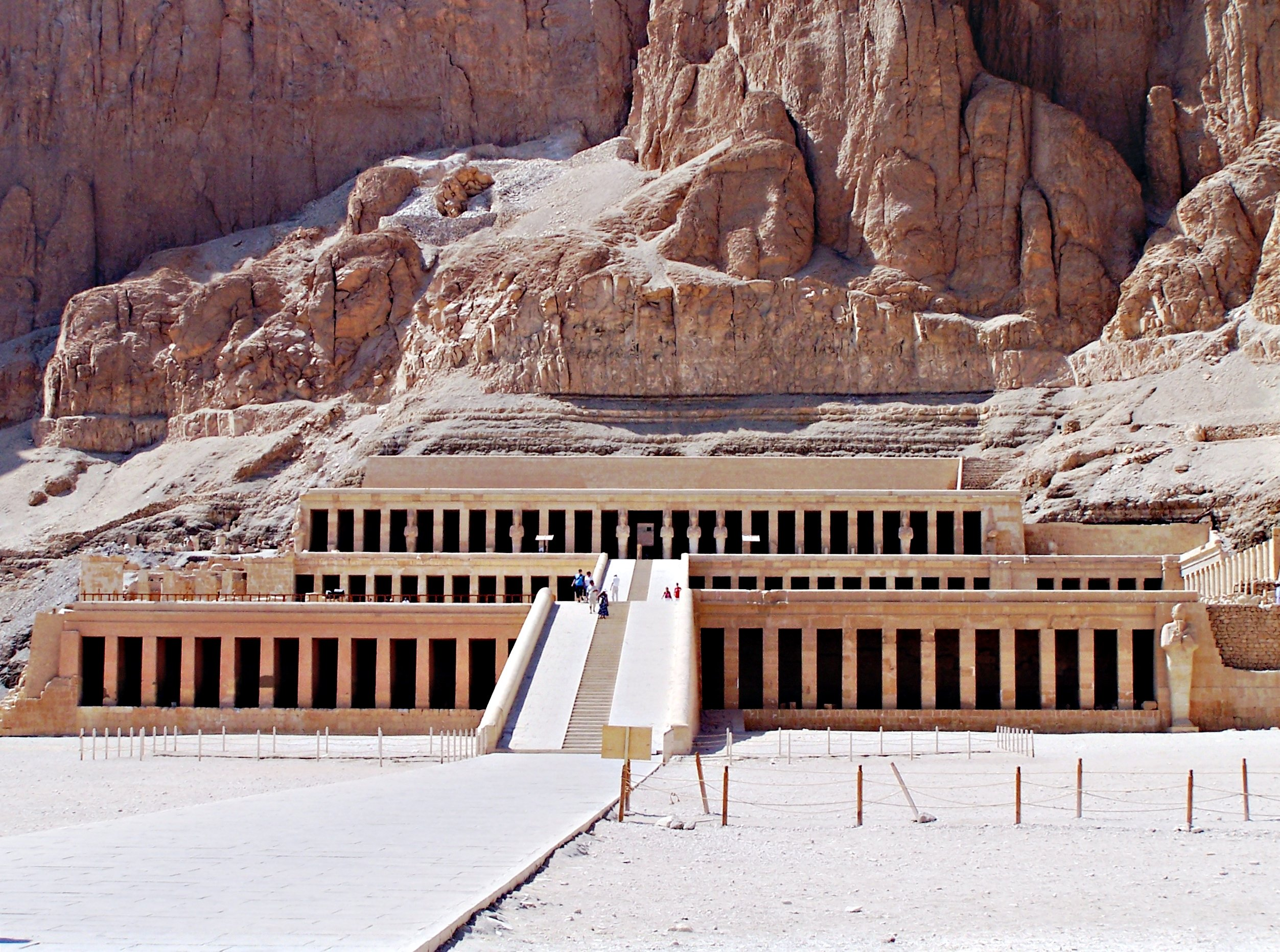
Tempel van Hatsjepsoet Nabij Luxor
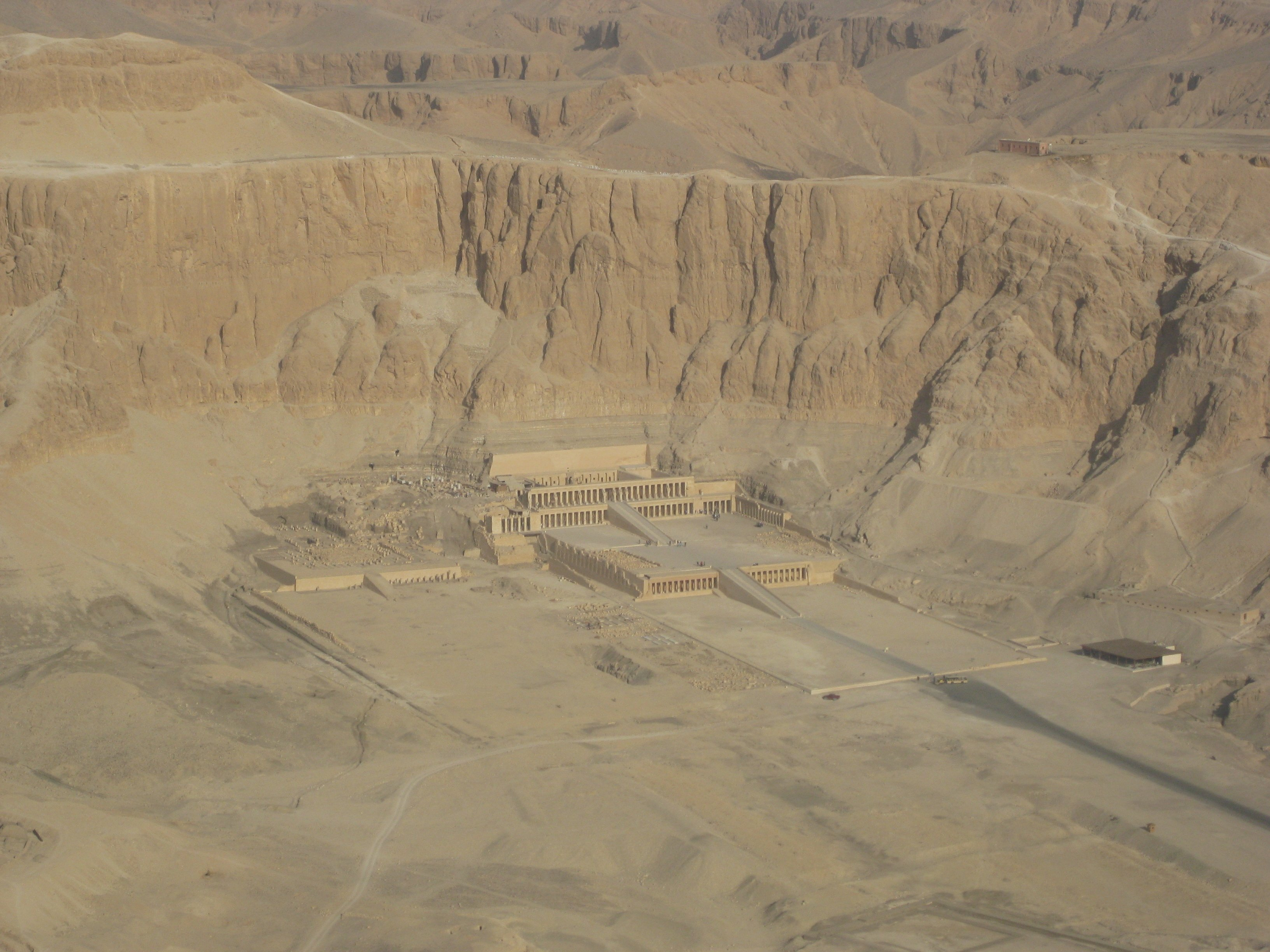
Djeser-Djeseru is het hoofdgebouw van het complex te Deir el-Bahri

- Bibliothèque nationale de France: cb11943631b (data)
- Gemeinsame Normdatei: 118546732
- International Standard Name Identifier: 0000 0000 9518 9141
- Library of Congress Control Number: n79075097
- Nationale Bibliotheek van Tsjechië: jn20020619003
- Nationale Bibliotheek van Israël: 987007271497605171
- Nationale Bibliotheek van Polen: a0000001181646
- Istituto Centrale per il Catalogo Unico: NAPV046756
- Système universitaire de documentation: 027382419
- Virtual International Authority File: 67741469
- WorldCat: E39PCjJJBRHdHCQf7VTfGDPgBq